# Bouffon
« Fou du roi » et « Bouffon » redirigent ici. Pour les autres significations, voir Le Fou du roi, Bouffon (homonymie) et Fou.
Le bouffon, fou du roi, ou fou, est un personnage comique, dont la profession était de faire rire les gens. Les plus connus sont les fous des rois et les fous des seigneurs, comme Triboulet, fou du roi François Ier. Il y a aussi des femmes « fous » ou « folles », par exemple Cathelot, folle de Catherine de Médicis. Les fous font rire. Ils divertissent, et utilisent l'insolence.
Apparu au Moyen Âge, le registre de la bouffonnerie se poursuit à l'époque contemporaine.

## Histoire

### La bouffonnerie du Moyen Âge à l'époque moderne
Les rois avaient leur bouffon attitré, seul personnage pouvant sans conséquence se moquer du souverain, quoique la satire constituât toujours un risque voire un péril pour l’artiste. Les spectacles avaient souvent lieu lors de grands banquets où plusieurs vassaux festoyaient au côté de leurs seigneurs. La Cour, dans des châteaux plus ou moins luxueux, avait son opérette de bouffons dont le comique restait souvent trivial, proche de la commedia dell'arte, bien que le « jeu » de ces premiers comédiens fût beaucoup moins travaillé que celui des artistes des « farces » du XVIIe siècle.
Un des premiers écrits où l’humour du bouffon est relaté est celui de Priscus, historien grec, en 449 : Attila avait déjà à son service un fou pour distraire les convives.[réf. nécessaire] C'est la première fois qu'on parle d'un fou du roi — bien qu'on puisse soupçonner qu'il en existât déjà bien avant —, mais aucune preuve ne l'atteste jusqu'au XIVe siècle, où les comptes d'argenterie des rois de France mentionnent régulièrement les dépenses, parfois élevées du ou des bouffons de la cour ou faites pour eux.

#### Les bouffons à la cour du roi en Angleterre et en Écosse
La plupart des cours royales anglaises emploient des artistes et bon nombre d'entre elles ont des fous ou des bouffons. Les divertissements proposés vont de la musique aux contes en passant par le spectacle de clown, le mime et les jongleries. Des « Fool Societies », ou groupes d'artistes nomades, sont souvent engagés pour réaliser des acrobaties et des jongleries.

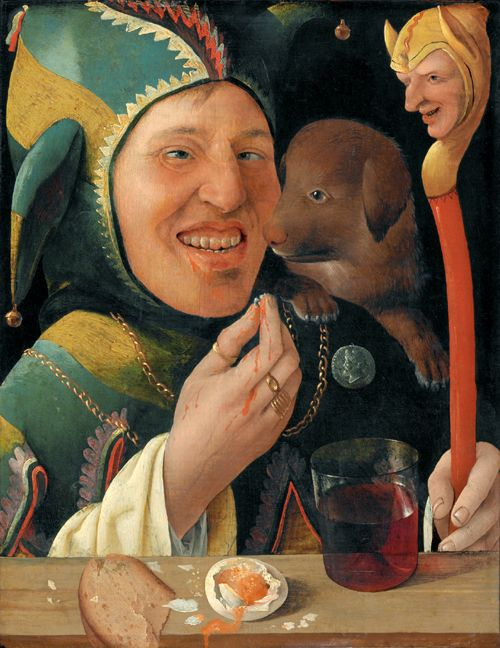
Maître du portrait de Angerer, Un fou, vers 1519-1520.

Les bouffons sont également utilisés de façon occasionnelle par les armées pour mener une guerre psychologique. Ils chevauchent devant les troupes, provoquent ou se moquent de l'ennemi, et servent parfois de messagers. Ils sont aussi utilisés pour remonter le moral de leur propre armée en chantant des chansons et en récitant des histoires,.
Henri VIII d'Angleterre emploie un bouffon nommé Will Sommers. Sa fille Marie et sa dernière épouse Catherine Parr sont diverties par une « folle » connue sous le nom de Jane Foole.
Sous les règnes d'Élisabeth Ire et de Jacques Ier, les clowns et les bouffons sont parfois présents dans les pièces de Shakespeare ; l'expert de la compagnie en matière de bouffonnerie était Robert Armin, auteur du livre Foole upon Foole. Dans La Nuit des rois de Shakespeare, Feste, le bouffon, est décrit comme « assez sage pour faire le fou ».
En Écosse, Marie Stuart avait un bouffon appelé Nichola. Son fils, le roi Jacques VI, emploie un bouffon nommé Archibald Armstrong ; il reçoit d'abord les honneurs de la cour mais il est finalement renvoyé pour être allé trop loin et avoir insulté trop de personnes influentes. Après sa disgrâce, des livres reprenant ses plaisanteries sont toujours vendus dans les rues de Londres et il continue à exercer une certaine influence à la cour sous le règne de Charles Ier qui emploie pour sa part un bouffon nommé Jeffrey Hudson. Hudson portait le titre de « nain royal » ou « Lord Minimus » en raison de sa petite taille. L'une de ses plaisanteries favorite consistait à se cacher dans une tarte géante d'où il surgissait à l'improviste ; l'autre bouffon de Charles Ier s'appelait Muckle John.

#### Les privilèges des fous
Le privilège du bouffon est son droit de parler de ce qu'il veut et de se moquer librement de quiconque en public sans être puni. A cet effet, il porte des signes distinctifs qui dénotent son statut et sa protection par la loi. Le bonnet à clochettes et la marotte, souvent portés par les fous, sont l'image de la couronne et du sceptre royal,.
Le dernier bouffon de l'époque moderne en France, l'Angély, vit sous Louis XIII et un peu sous Louis XIV.

### La bouffonnerie contemporaine
À l'époque contemporaine, les postures antisystèmes peuvent relever du registre de la bouffonnerie contestataire qui s'inscrit dans la lignée du bouffon du roi. Cette opposition frontale à la classe dirigeante se traduit par la désacralisation du corps politique.
Apparu en France dans les années 1950 à la suite de la figure du chansonnier et du comique de music-hall, ce registre se développe dans les cafés-théâtres pendant les années 1970, puis à la radio et à la télévision dans la décennie suivante. Il s'incarne par des humoristes qui, dans des styles très différents, se livrent à une critique acerbe et frontale des conservatismes politiques et de la sphère gouvernementale : Pierre Desproges et Thierry Le Luron dénoncent le sentiment national, le racisme et la montée du Front national. Coluche cible comme représentant du pouvoir la figure du policier, Desproges celle du militaire. Cet investissement de la sphère politique connaît son apogée avec la candidature de Coluche à l'élection présidentielle de 1981,.
On retrouve quelques traces de ce registre au XXIe siècle avec des humoristes comme Stéphane Guillon, Christophe Alévêque, ou Jean-Marie Bigard qui se désigne lui même comme un « bouffon de la République ».

## Étymologie et symbolique

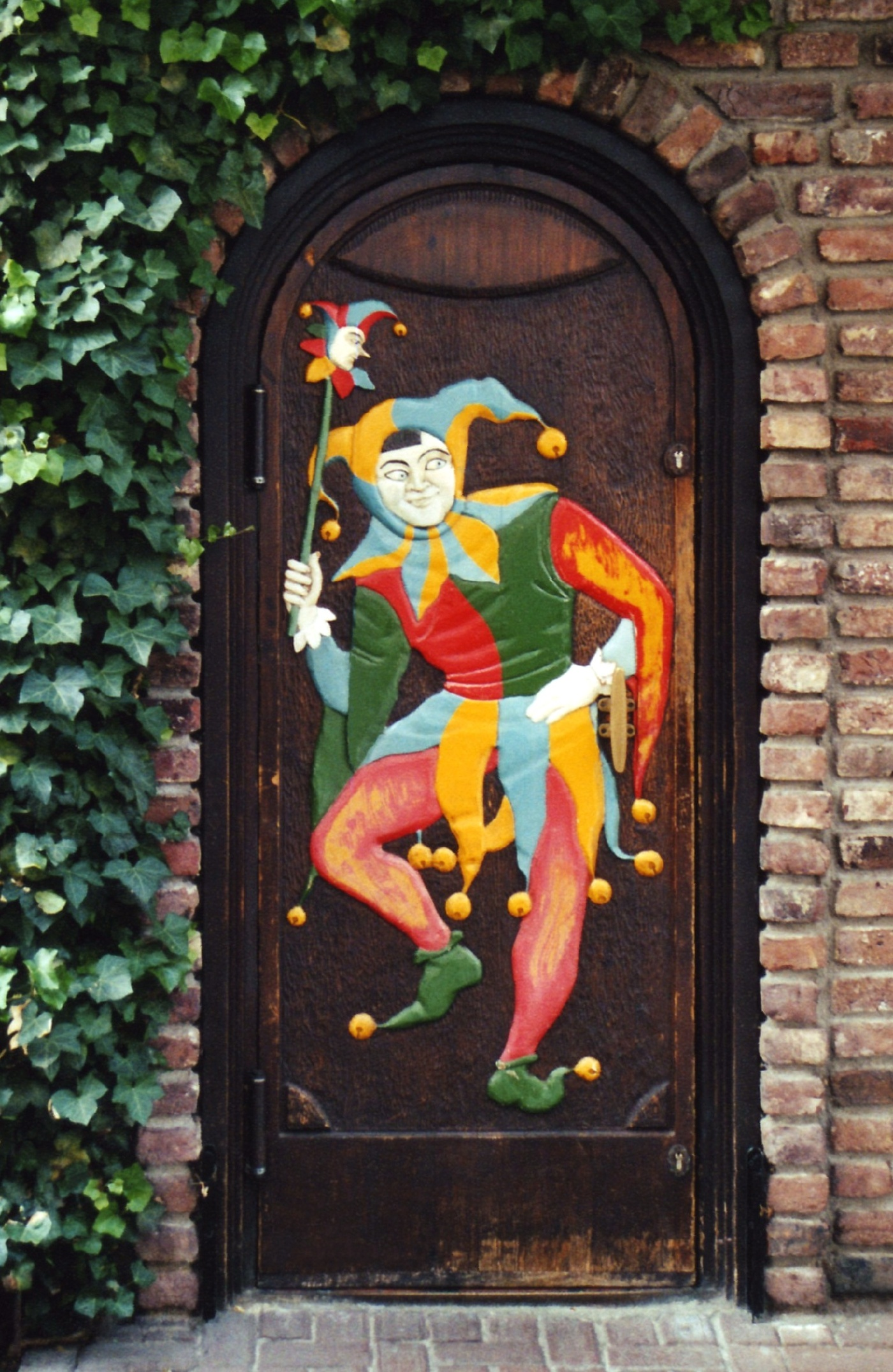
Bouffon avec sa marotte, son costume traditionnel bicolore (rouge et vert) garni de grelots, son bonnet surmonté d'oreilles d'âne, sa grande collerette dentelée et ses chaussures pointues.

Le substantif masculin « bouffon » est un emprunt à l'italien buffone, lui-même dérivé du radical onomatopéique buff- qui exprime le gonflement des joues,.
Sur un plan mythologique, le fou du roi est plus ancien encore : Momos est le bouffon des dieux de l'Olympe.
Le mot même est une déformation des bouphonies, les « sacrifices du bœuf » dans la Grèce antique : après l'exécution de la victime, une « comédie sacrée » avait lieu pour « dépasser la mort » de l'animal : d'abord, la hache qui avait servi aux hiérophantes à tuer le bovin était jugée et condamnée au Prytanée puis exilée ; ensuite, la peau de l'animal sacrifié était empaillée et placée à côté d'un bœuf vivant pour tirer sous le même joug un sillon symbolique, comme si le sacrifié vivait toujours sous une nouvelle forme.
Érasme souligne l'importance des bouffons auprès des rois dans Éloge de la folie, XXXVI : 

« Les plus grands rois les goûtent si fort que plus d'un, sans eux, ne saurait se mettre à table ou faire un pas, ni se passer d'eux pendant une heure. Ils prisent les fous plus que les sages austères, qu'ils ont l'habitude d'entretenir par ostentation… les bouffons, eux, procurent ce que les princes recherchent partout et à tout prix : l'amusement, le sourire, l'éclat de rire, le plaisir. »

Mais Érasme fait également quelques allusions à un second rôle échu au bouffon : celui de révélateur, de miroir grotesque. Rôle attesté par le fait que les bouffons suivaient une réelle formation, qui était plus adaptée aux hommes d'esprit qu'aux réels crétins. Il semble que certaines associations discrètes n'y furent pas étrangères, d'après Bernard Roger, dans À la découverte de l'alchimie.
Le bouffon est révélateur de la dualité de chaque être et de sa face bouffonne. Bien compris et assumé il est un facteur de progrès, rejeté il symbolise un arrêt dans l'évolution ascendante.
La fête des Fous serait une survivance de fêtes rituelles bien plus anciennes, s'apparentant aux Saturnales.
Le fou est aussi, en alchimie, un symbole pour représenter le dissolvant, l'action de décomposition (œuvre au noir).
Dans le tarot de Marseille, l'arcane du Mat est aussi appelée « le Fou », et représente l'errance, la folie, mais aussi la liberté et l'insouciance.
Le mot « bouffon » s'emploie de plus en plus dans la langue parlée familière pour nommer une personne peu sérieuse, par extension le mot est utilisé comme insulte.

## Les types de bouffon
Les bouffons étaient classés en deux variétés : celle du bouffon dite « naturelle », concernant un individu simple d'esprit ou atteint d'une maladie mentale, et celle du bouffon dite « artificielle », qui n'est théoriquement qu'une copie imparfaite de la première variété, mais pourtant qui est présent en premier dans la littérature européenne certainement grâce à l'image archétypale du Fripon.

### Le bouffon «naturel»
Il est aussi appelé fol naturel ou fol naïs en ancien français, il est réellement atteint de folie et pouvait servir à la cour d'un roi pour distraire ce dernier. Cependant il est bon de noter que rire d'un bouffon de cour naturel n'est pas un acte anodin, cela peut être perçu comme un manque de charité voire de l'avidité envers des plaisirs futiles.

### Le bouffon «artificiel»
Il est considéré comme une reproduction de moindre qualité du fol naturel, à la renaissance on lui préférera le terme de "plaisant" pour le désigner. Néanmoins malgré son supposé caractère de copie, il émerge avant le fol naïs dans la littérature européenne, certainement grâce aux caractéristiques communes qu'il a avec le fripon, décrit par Mircea Eliade comme « à la fois intelligent et stupide, proche des Dieux par sa "primordialité" et ses pouvoirs, mais plus voisins des hommes par sa faim gloutonne, sa sexualité exorbitante, son amoralisme. »

### Dans d'autres cultures
- L'atsara tibétain[22].

## Liste non-exhaustive de bouffons

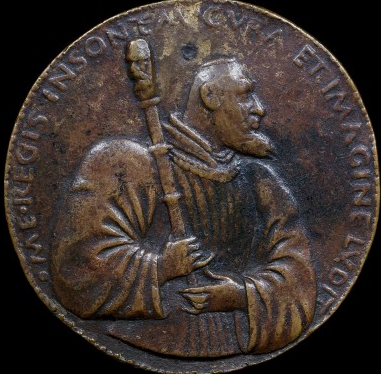
Triboulet tenant sa marotte, médaille gravée par Francesco Laurana, 1461.

- Pietro Gonnella, bouffon de la Cour d'Este, peint par Jean Fouquet.
- Triboulet, bouffon du roi René d’Anjou, comédien, chef de troupe, auteur dramatique (il aurait notamment composé La Farce de Maître Pathelin).
- Triboulet, bouffon de la cour de France sous les règnes de Louis XII et François Ier.
- Brusquet, bouffon de la cour de France sous les règnes de François Ier et ses successeurs.
- Stańczyk, bouffon de la cour de Pologne au XVIe siècle.
- Chicot, bouffon d'Henri III et de Henri IV, qui inspira le personnage d'Alexandre Dumas[23]
- Nicolas Joubert, sieur d’Angoulevent, bouffon sous Henri IV.
- Maître Guillaume, bouffon de Henri IV puis de Louis XIII.
- L'Angély, fou du roi Louis XIII et Louis XIV.
- Archibald Armstrong, bouffon du roi Jacques Ier d'Angleterre.
- Gong-gil, bouffon androgyne et acrobate coréen anobli en tant que favori du roi par Yongsangun (1476 – 1506, 1494-1506). Sa célébrité, relayée par les Annales de la Dynastie Chosŏn, inspira la pièce Yi (Toi) puis le film Le Roi et le Clown au réalisateur Lee Jun-ik en 2005.
- Pape Theun (v. 1530) : bouffon de la cour de Charles Quint à Bruxelles[24].
- Mathurine de Vallois (fl. 1589 - fl. 1627), bouffonne à la cour de Henri III, Henri IV et Louis XIII[25]

## Bouffons de fiction

### Littérature
- Philippe, bouffon dans Le Banquet de Xénophon
- Sébastien Chicot, bouffon d'Henri III, important personnage des romans La Dame de Monsoreau et Les Quarante-cinq d'Alexandre Dumas, repris dans Le Prince que voilà et La Violente amour de Robert Merle, et s'inspirant du véritable Chicot.
- Wamba, fils de Witless, fou de Cedric le Saxon, dans Ivanhoé de Walter Scott.
- Tiel Wetzweiler dit « Le Glorieux », fou du duc de Bourgogne Charles le Téméraire, dans Quentin Durward de Walter Scott.

### Cinéma
- Kyoami, bouffon de Hidetora dans Ran d'Akira Kurosawa.

### Théâtre et opéra
- Yorik, le bouffon dans Hamlet de William Shakespeare.
- Rigoletto, bouffon du duc de Mantoue dans l'opéra du même nom de Giuseppe Verdi, adapté de la pièce de Victor Hugo Le roi s'amuse, où il est nommé Triboulet, nom réel du bouffon de François Ier.
- Le théâtre de Michel de Ghelderode met souvent en scène des bouffons et s'inspire de leur humour trivial et grotesque. La pièce Escurial met en scène un roi et son bouffon, Folial.